# Francisco Gallego (pintor)

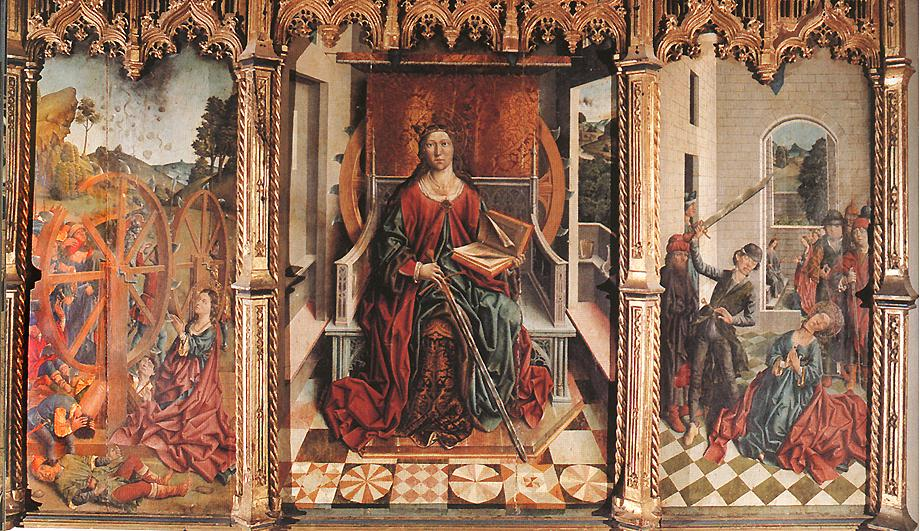
Retablo de Santa Catalina, 1500, Sala Capitular de la Catedral Vieja de Salamanca.

Francisco Gallego (fl. 1500-1513) fue un pintor de estilo hispanoflamenco activo en Salamanca y Santiago de Compostela.
Familiar quizá de Fernando Gallego, con quien se relaciona estilísticamente, la primera noticia de la existencia de Francisco Gallego se debe a un documento fechado en 1500 por el que la catedral de Salamanca le pagaba el retablo de Santa Catalina conservado en la antigua Sala Capitular. Aunque alguna vez se creyó que pudiera tratarse de un error de transcripción y, en consecuencia, se asignó a Fernando, la atribución a Francisco ha acabado siendo aceptada por la aparición de otros documentos referidos al pintor, que han permitido confirmar su existencia, y por razones estilísticas, atendiendo a cierta rudeza de ejecución incompatible con la más delicada factura de Fernando. Característica de Francisco sería la acentuación de los rasgos expresivos, que en figuras como la del verdugo llega a lo caricaturesco, rasgos que se encuentran también en un par de tablas del Museo Catedralicio de Salamanca con la representación del Camino del Calvario y la Piedad.
A partir de la atribución a Francisco de las tablas del retablo de Santa Catalina ha sido posible atribuirle otros trabajos, como la tabla de San Acacio y los 10.000 mártires del monte Ararat del Meadows Museum y delimitar la parte que corresponde a cada uno de los Gallego y al maestro Bartolomé en el antiguo retablo de la Catedral de Ciudad Rodrigo, ahora conservado en el Museo de la Universidad de Tucson (Arizona).